# 鄭鴻任
鄭鴻任，清朝政治人物。
乾隆二十二年七月，接替劉標。擔任江蘇荆溪縣知縣攝任。后由刘霖接任。